# ۱۰۰ تک‌آهنگ داغ کانادا
۱۰۰ آهنگ داغ کانادا (به انگلیسی: Canadian Hot 100) نمودار محبوبیت تک‌آهنگ‌ها در کانادا است که توسط مجلهٔ بیلبورد ارائه می‌شود.